# Kujawiak (Bier)
Kujawiak (zu deutsch etwa: Kujawier) ist ein helles Bier aus Polen mit einem Alkoholgehalt von 5,8 % % Vol. Es wird in der Brauerei Elbrewery in Elbląg gebraut, die zur Grupa Żywiec gehört, die wiederum Teil des Heineken-Konzerns ist. Die Tradition des Bierbrauens in Elbląg stammt aus dem Mittelalter. Das Bier wurde allerdings traditionell in Bydgoszcz in Kujawien gebraut, woher auch der Name sich herleiten lässt. Als das Bier noch in Bydgoszcz gebraut wurde, befand sich im Logo ein Bier trinkender Mann in der Tracht der Kujawier. Seit 2006 stellt der pommersche Greif das Logo dar.